# Melissa Walton
Melissa Walton es una actriz y modelo inglesa, más conocida por haber interpretado a Loretta Jones en la serie Hollyoaks.

## Biografía
Es muy buena amiga de la actriz Carley Stenson.
Se comprometió con el soldado Ryan Wells en agosto de 2010, mientras se encontraban de vacaciones en Roma. La pareja se casó en 2012.

## Carrera
El 26 de noviembre de 2008, apareció por primera vez en el spinoff Hollyoaks: Later, donde interpretó a Loretta Jones. En febrero de 2009, se unió al elenco principal de la serie Hollyoaks, donde interpretó de nuevo a Loretta Jones hasta el 27 de julio de 2010.

## Filmografía

### Series de televisión
| Año         | Título          | Personaje     | Notas        |
| ----------- | --------------- | ------------- | ------------ |
| 2009 - 2010 | Hollyoaks       | Loretta Jones | 88 episodios |
| 2008        | Hollyoaks Later | Loretta Jones | 3 episodios  |

### Películas
| Año  | Título                           | Personaje | Notas                                  |
| ---- | -------------------------------- | --------- | -------------------------------------- |
| 2011 | The Stazzi Studio                | Lindsay   | corto - junto a Alexandra Hoover       |
| 2008 | Filth: The Mary Whitehouse Story | Alumna    | junto a Julie Walters y Alun Armstrong |